# イチバン
イチバン（ICHI BANG）は、テレビ東京系列で2009年11月5日から2010年6月24日まで全34回放送されたミニ番組である。

## 概要
- 毎週木曜21時54分から放送。
- 特色ある日本の中小企業の取り組みを紹介した。
- 日本振興銀行の一社提供番組であったが、同行の行政処分に伴い、途中からCMの放映を取りやめた。
  - 同様に一社提供で、日本テレビで放送されていた「職のプライド」も6月11日限りで放送終了している。
- ナレーターは、江原正士と濱田マリ。
- オープニングテーマはガッツだぜ!!、エンディングテーマはどんなときも。

## 放送内容
1. 2009年11月5日 - 『エコ配』（自転車を使用した宅配業者）
2. 2009年11月12日 - 『深広』（大阪のフグ卸問屋）
3. 2009年11月19日 - 『ハッピー』（京都のクリーニング店）
4. 2009年11月26日 - 『芦屋フーテック』（兵庫県芦屋市の、全自動たこ焼き器のメーカー）
5. 2009年12月3日 - 『アイワ広告』（東京の看板製作業者）
6. 2009年12月10日 - 『小川温泉元湯』（富山県の温泉一軒宿）
7. 2009年12月17日 - 『株式会社女性建築家チーム』
8. 2009年12月24日 - 『岡本製氷』（宮城県気仙沼市の製氷会社）
9. 2009年12月30日 - 『飾一』（横浜の水引製造会社）
10. 2010年1月7日 - 『くるま屋』（東京浅草で、人力車の運行を行う）
11. 2010年1月14日 - 『秋山木工』（家具工房）
12. 2010年1月21日 - 『銀河鉄道』（東京東村山のバス会社）
13. 2010年1月28日 - 『池内タオル』（愛媛県今治市のタオルメーカー）
14. 2010年2月4日 - 『シャノア』（自転車用品の開発を行う企業）
15. 2010年2月11日 - 『がんこ本舗』（神奈川県茅ヶ崎市で、洗剤や楽器を製造する企業）
16. 2010年2月18日 - 『蔵王マウンテンファーム山川牧場』（山形県上山市の牧場）
17. 2010年2月25日 - 『MOCデザイン企画』（群馬県高崎市、ケーキに文字や絵の刻印を行う企業）
18. 2010年3月4日 - 『愛媛銀行感性価値創造推進室』（地場企業のサポートを行う地方銀行、本番組で取り上げた唯一の上場企業）
19. 2010年3月11日 - 『社寺工舎（前編）』（岩手県遠野市の宮大工）
20. 2010年3月18日 - 『社寺工舎（後編）』
21. 2010年3月25日 - 『野呂食品』（神奈川県鎌倉市の納豆会社）
22. 2010年4月1日 - 『アンディカフェ』（ドッグホテルや犬同伴可のレストランなどを備えた複合施設）
23. 2010年4月8日 - 『湘南ベルマーレ（前編）』
24. 2010年4月15日 - 『湘南ベルマーレ（後編）』
25. 2010年4月22日 - 『晃麓観光』（日光・鬼怒川の観光バス会社）
26. 2010年4月29日 - 『オーシーエス』（ロッククライマーが営む、建築物の窓の清掃会社）
27. 2010年5月6日 - 『インターナショナルビジネス』（ログハウス専門の建築会社）
28. 2010年5月13日 - 『ちばシティ乗馬クラブ』（千葉県の乗馬クラブ）
29. 2010年5月20日 - 『山田念珠堂』（文久元年創業の念珠店）
30. 2010年5月27日 - 『インフォローズ』（玉川高島屋S.C.のヴァレーパーキング会社）
31. 2010年6月3日 - 『エクラ』（結婚式プロデュース会社）
32. 2010年6月10日 - 『肥前夢街道』（佐賀県嬉野市の忍者テーマパーク）
33. 2010年6月17日 - 『上海饅頭店』（東京赤坂の中華料理店）
34. 2010年6月24日（最終回） - 『スタジオデコ』（大阪市東成区の、ステンドグラスの製造を行う会社）